# تحلیل ایستای برنامه
اگر تجزیه و تحلیل برنامه بدون اجرای برنامه انجام شود تحلیل ایستای برنامه نامیده می‌شود (اگر آنالیز با اجرا کردن برنامه انجام شود واکافت دینامیک برنامه نامیده می‌شود).
در بیشتر موارد، تحلیل بر روی کد اجرا می‌شود.
این اصطلاح معمولاً به تحلیلی اطلاق می‌شود که با استفاده از ابزارهای تحلیل خودکار انجام شود و به تحلیل انسانی (دستی) بازنگری کد گفته می‌شود.

## ابزارها
گروهOMG بررسی ای دربارهٔ انواع نرم‌افزارهای تحلیل برنامه که برای اندازه‌گیری و ارزیابی کیفیت نرم‌افزار لازم است را نرم‌افزار منتشر کرد. این مستند سه سطح تحلیل برنامه را توصیف می‌کند.
سطح Unitتحلیلی که درون برنامه یا دورن یک روتین خاص انجام بشود، بی آنکه به دیگر بخش‌های برنامه کاری داشته باشد.
سطح فناوریتحلیلی که به اندرکنش‌های واحدهای(unit) برنامه می‌پردازد تا دیدی کلی از برنامه به دست آورد و بتواند از مثب کاذب‌های آشکار پیشگیری کند.
سطح سیستمتحلیلی که به اندرکنش‌های واحدهای(unit) برنامه می‌پردازد ولی به یک فناوری یا زبان برنامه‌نویسی خاص محدود نمی‌شود.
سطح دیگری از تحلیل برنامه می‌تواند تعریف بشود
سطح businessتحلیلی که به لایه کسب و کار، قواعد و فرآروندهای پیاده‌سازی شده می‌پردازد. این موارد به زبان یا فناوری خاصی محدود نمی‌شوند و در مواردی در میان چندین فناوری و زبان توزیع شده‌اند.

## روش های آنالیز ایستا
آنالیز ایستا معمولاً یا به صورت دستی یا با ابزار انجام می‌شود، در بهترین حالت پس از انجام تست کد توسط ابزار تیم تست به بررسی نتایج و تحلیل آن میپردازند و با تیم تولید همکاری می‌کنند.